# Toulicia radlkoferi
Toulicia radlkoferi är en kinesträdsväxtart som beskrevs av Ferrucci. Toulicia radlkoferi ingår i släktet Toulicia och familjen kinesträdsväxter. Inga underarter finns listade i Catalogue of Life.